# Port-royal
I port-royal sono un gruppo musicale italiano, originario di Genova, che appartiene alla scena elettronica, IDM, ambient, dance e post-rock.
Il gruppo è stato formato nel 2000 da Attilio Bruzzone (chitarra e tastiere) ed Ettore Di Roberto (pianoforte e tastiere). In seguito si sono aggiunti Michele Di Roberto (batteria), Emilio Pozzolini (campionatore), Giulio Corona (basso) e Sieva Diamantakos (visuals e video).

## Stile
La loro musica è principalmente strumentale ed è caratterizzata da sonorità sognanti che guardano di buon occhio le sperimentazioni elettroniche e coniugano diversi generi quali ambient, dance e shoegaze.

## Storia
Nel luglio del 2000, durante una noiosa festa nella riviera genovese, Attilio ed Ettore, amici d'infanzia, decisero di formare un gruppo musicale insieme. Nelle prime sessioni casalinghe (da Ettore), il neonato duo scrisse i primi pezzi, utilizzando di proposito pianoforte e chitarra acustica, e li registrò con un registratore cassette TASCAM. Poco dopo, Michele, fratello minore di Ettore, si unì al progetto alla batteria, aiutando a trovare il nome della band. Le nuove sessioni (stavolta con batteria, chitarra elettrica e synth) si effettuarono nella cosiddetta Saletta, una cantina nel centro storico genovese, che il gruppo condivideva con un altro ensemble del capoluogo ligure. Nell'autunno/inverno 2000-2001, la band compose molte delle canzoni poi destinate a confluire, anche radicalmente mutate, nei successivi lavori. A febbraio del 2001 la line-up si completò con l'arrivo di Emilio Pozzolini, amico e compagno di liceo di Michele, che assunse il ruolo di secondo tastierista e "uomo del campionatore". Tutti i port-royal ivi menzionati hanno frequentato la stessa scuola superiore: il Liceo classico Cristoforo Colombo di Genova.
La prima prova artistica del gruppo è rappresentata dall'EP Kraken (2002), costituito da quattro brani i cui titoli sono quasi esclusivamente in tedesco, testimonianza di alcune influenze filosofiche di Attilio a quei tempi. Una canzone è espressamente dedicata a Regine Olsen, la fidanzata per un anno del filosofo danese Kierkegaard. Il debutto sulla lunga distanza avviene invece con Flares (2005), uscito per l'etichetta britannica Resonant. Il disco, che racchiude il lavoro di oltre due anni (febbraio 2002-novembre 2004), disegna atmosfere sognanti e avvolgenti e può essere suddiviso in tre parti: la prima elettronica, la seconda psichedelica e la terza ambient. Tuttavia, è difficile etichettare con esattezza l'album data la sua complessità e ricchezza.
Nei due anni seguenti il gruppo si cimenta in diverse esperienze e collaborazioni, soprattutto internazionali, data la natura internazionale del progetto sin dal principio. Segue un EP, uscito per l'etichetta canadese Chat Blanc ed intitolato Honvéd, che comprende anche remix di due brani tratti da Flares. L'EP anticipa di pochissimo il secondo album del gruppo, ossia Afraid to Dance (2007), in cui si accentua la componente elettronica grazie all'uso più massiccio di synth e campionatore.
Esattamente un anno dopo, il gruppo genovese, dopo aver affidato i brani di Flares ad artisti di origini ed estrazione diversa, pubblica un nuovo album, Flared Up (2008), una raccolta di remix dell'album di debutto. Tra i musicisti coinvolti in questo progetto vi sono, tra gli altri, Dialect, Stafraenn Hákon e Ulrich Schnauss. Pochi mesi dopo esce in edizione limitata (500 copie) uno split realizzato con il musicista greco Absent Without Leave (soprannome di George Mastrokostas) ed intitolato Magnitogorsk (2008). Il lavoro contiene otto tracce (4 per gruppo) tra inediti e remix. Il titolo del disco è riferito a Magnitogorsk ("città della montagna magnetica"), a testimonianza del profondo legame dei port-royal con l'ex Unione Sovietica.
Nel 2009 è la volta del terzo lavoro di grande respiro, Dying in Time, in cui i port-royal invertono leggermente la rotta, accostandosi a sonorità più ballabili, con ritmi più serrati e bassi più profondi. Contestualmente realizzano l'EP Afterglow, che viene pubblicato nel 2010 dalla canadese Sang D'Encre Factory in vinile a tiratura limitata. L'EP consiste di quattro tracce accreditate anche a nome Millimetrik (nome d'arte di Pascal Asselin, musicista canadese amico del gruppo).
Per celebrare il decennio di attività, nel 2011 il gruppo decide di pubblicare un doppio CD contenente materiale difficilmente reperibile (tra cui i vecchi EPs, alcuni inediti, pezzi sparsi comparsi in svariate compilation e i numerosi remix che la band genovese ha prodotto nel primo decennio di esistenza). Si tratta di 2000-2010: The Golden Age of Consumerism, equamente suddiviso tra pezzi originali e remix.
A settembre 2012 i port-royal - dopo aver suonato, nei sei anni precedenti, in tutta Europa, nell'ex Unione Sovietica ed ex Jugoslavia - partono per il loro primo tour negli Stati Uniti, esibendosi in più di una dozzina di concerti, nell'arco di tre settimane, nelle principali città statunitensi.
Nel frattempo, mentre il gruppo lavora febbrilmente al nuovo album, Attilio Bruzzone pubblica con l'etichetta americana n5MD due album con il progetto parallelo Diamat (co-fondato assieme ad Andrea Zangrandi): Being is the Sum of Appearing (2013) e Being... Remixed (2014).
Il nuovo album dei port-royal, Where Are You Now, esce venerdì 2 ottobre 2015, sempre pubblicato dall'etichetta californiana n5MD. Venerdì 26 febbraio 2016 esce, ancora per n5MD, l'album di remix di Where Are You Now, intitolato significativamente You Ware Nowhere - Remixes, al quale hanno collaborato alcuni nomi di spicco della scena elettronica internazionale. A marzo 2020, in occasione del quindicesimo anniversario dell'uscita di Flares, l'album è stato ristampato in vinile (edizione rimasterizzata) sempre dalla n5MD.

## Formazione

### Formazione attuale
- Attilio Bruzzone - chitarra, tastiera, programmazione, basso e occasionalmente voce (2000-oggi)
- Ettore Di Roberto - piano, tastiera, programmazione e occasionalmente voce (2000-oggi)
- Emilio Pozzolini - campionatore, programmazione (2001-oggi)

### Ex componenti
- Michele Di Roberto - batteria (2000-2005)
- Giulio Corona - basso dal vivo, programmazione (2003-2008)
- Sieva Diamantakos - effetti visivi, video (2007-2014)

## Discografia

### Album
- 2005 - Flares (Resonant Recordings)
- 2007 - Afraid to Dance (Resonant Records, ristampato dalla Valeot Records nel 2008)
- 2009 - Dying in Time (n5MD, debruit&desilence, Sleeping Star, Isound Labels, Klik Records)
- 2011 - 2000-2010: The Golden Age of Consumerism (n5MD)
- 2015 - Where Are You Now (n5MD)

### Remix
- 2008 - Flared Up - Remixes (Resonant Records)
- 2016 - You Ware Nowhere - Remixes (n5MD)

### Split
- 2008 - Magnitogorsk (con Absent Without Leave, Sound In Silence Records)

### EPs
- 2002 - Kraken EP (Marsiglia Records)
- 2007 - Honved EP (Chat Blanc Records)
- 2008 - Anya: Sehnsucht EP (Chat Blanc Records)
- 2009 - Balding Generation (Losing Hair as We Lose Hope) (n5MD)
- 2010 - Afterglow EP (con Millimetrik, Sang D'Encre Factory)

### Singoli
- 2010 -  music for 'sovraesposte'
- 2011 -  Spider Toupet
- 2013 - Dämmerung (feat. Jatun)
- 2014 - Sovereign Raiders
- 2016 - Chewing Time

### Compilation
- Bias Illumination Over Diffracted Hearts (2003)
- Milk In My Cup (Green Fog 2004)
- Losing Today (Not On Label 2005)
- The Wire Tapper (Not On Label 2005)
- First Past and the Post (Not On Label 2005)
- Zenatron (De Vega De Ferrari 2006)
- These Waves (Sound In Silence Records 2006)
- Let's Talk About Muerte Pop (Muerte Pop 2007)
- I Am You Are Me - Millimetrik Remixes & Unreleased (Chat Blanc Records 2007)
- Chat Blanc 3rd Anniversary Compilation (Chat Blanc Records 2007)
- Festival Elektroni[k] Septième Édition (Not On Label 2007)
- Little Darla Has A Treat For You Vol. 25 - Endless Summer 2007-08 (Darla 2007)
- Lost Days, Open Skies And Streaming Tides - Manual Rarities & Remixes (Darla 2007)
- Treatment Effects (Chew-Z 2007)
- Merry6mas 2007 (Make Mine Music 2007)
- We Believe Vol. 2 (9.12 Records 2007)
- PostRockNotes.com Compilation (Not On Label 2008)
- Alternative Trippin Vol. 2 (Chaos Management - Emi Poland 2008)
- Northwest Passage's New Era - Millimetrik New Album (Make Mine Music 2008)
- Tympanik Audio's Emerging Organisms vol. 4 (Tympanik Audio 2011)
- Dark Side of Pop (Cowshed Records 2012)
- AMBIELOGUE - Chapter I (Pinmusik 2013)